# مهندس عسكري
المهندس العسكري هو مهندس يعمل في القوات المسلحة مثلًا ومن أمثلة المهندسين العسكريين مهندس طيران عسكري وغيره من الكليات التي يتخرج منها المهندس العسكري الكلية الفنية العسكرية أو أن يتخرج من كلية الهندسة العادية ويلتحق بعدها بالكلية الحربية كما يحدث في مصر مثلًا وهذا يترتب على قانون البلد التي يعمل فيها المهندس. أو أن يدرس الطالب في إحدى كليات الهندسة على نفقة وزارة الدفاع و بعد أن يتخرج يدخل دورة في الكلية العسكرية، ثم يتخرج منها (ضابط مهندس).